# Јохан Блејк
Јохан Блејк (енгл. Yohan Blake; Сент Џејмс, 26. децембар 1989) јамајкански је атлетичар, специјалиста за спринт. Двоструки је светски првак и члан је штафете Јамајке која је поставила светски рекорд у трци 4 х 100 метара.
Јуниорски је рекордер Јамајке у трци на 100 метара, и најмлађи је спринтер који је 100 метара истрчао за мање од 10 секунди. Лични рекорд на 100 метара 9,69 секунди, поставио је 23. августа 2012. на митингу у Лозани.
Тренер му је Глен Милс, а тренира заједно са Јусејном Болтом и Данијелом Бејлијем.

## Каријера
Блејк је рођен у малом месту Сент Џејмс на Јамајки, а родитељи су му Веда и Ширли Блејк.
Први међународни атлетски наступ имао је на Карипским играма одржаним 2007. године где је постигао јуниорски национални рекорд на 100 метара са временом од 10,11 с. На истом такмичењу остварио је и победу у трци на 200 метара, а учествовао је и у обе штафете Јамајке.
Године 2009. у „Б“ финалу на 100 метара на Рибок Гран прију освојио је прво место. Исте године је на Golden Gala митингу у Риму потврдио свој велики потенцијал освајањем трећег места на 100 метара (одмах иза Тајсона Геја и Асафе Пауела), по први пут истрчавши ту деоницу за мање од 10 секунди (9,96 с). Тако је Јохан Блејк постао најмлађи спринтер у историји који је ту деоницу претрчао за мање од 10 секунди. Убрзо потом је на митингу у Паризу (Митинг Арева) поправио лични рекорд за 3 стотинке (9,93 с).
Пре почетка Светског првенства у атлетици 2009. године био је позитиван на допинг тесту на забрањени стимуланс 4-метил-2-хексанамин, заједно са Марвином Андерсоном и Шери-Ен Брукс. Тестирање је обавила национална анти - допинг комисија Јамајке. 
Јамајканска атлетска асоцијација је казнила Блејка тромесечном забраном наступа, због које је пропустио Светско првенство 2009. у Берлину.
На Светском првенству 2011. у Тегуу освојио је златну медаљу у трци на 100 метара са временом 9,92 секунде. Такође је учествовао и у штафети Јамајке која је у трци 4 х 100 метара освојила златну медаљу и поставила нови светски рекорд са временом 37,04 секунде.

## Лични рекорди
| Дисциплина | Резултат (секунди) | Место                             | Датум               |
| ---------- | ------------------ | --------------------------------- | ------------------- |
| 60 метара  | 6,75               | Медисон Сквер Гарден, Њујорк, САД | 1. фебруар 2008.    |
| 100 метара | 9,69               | Лозана, Швајцарска                | 23. август 2012.    |
| 200 метара | 19,26              | Брисел, Белгија                   | 16. септембар 2011. |

- Сви подаци су преузети са службеног ИААФ профила[13]

## Важнији наступи
| Година | Такмичење                    | Домаћин            | Пласман | Дисциплине | Напомена |
| ------ | ---------------------------- | ------------------ | ------- | ---------- | -------- |
| 2005.  | Светско првенство за јуниоре | Маракеш, Мароко    | 7.      | 10 м       |          |
| 2006.  | Светско првенство за јуниоре | Пекинг, Кина       | 3.      | 100 м      |          |
| 2006.  | Светско првенство за јуниоре | Пекинг, Кина       | 1.      | 4x100 м    |          |
| 2008.  | Светско првенство за јуниоре | Бидгошч, Пољска    | 4.      | 100 м      |          |
| 2008.  | Светско првенство за јуниоре | Бидгошч, Пољска    | 2.      | 4x100 м    |          |
| 2011.  | Светско првенство            | Тегу, Јужна Кореја | 1.      | 100 м      | 9.92     |
| 2011.  | Светско првенство            | Тегу, Јужна Кореја | 1.      | 4x100 м    | 37,04    |

- Првенство Јамајке за јуниоре: 2006. (1. на 100м и 200м)
- Јуниорско првенство Кариба: 2006. (1. на 100м)